# Fabio Mignanelli
Fabio Mignanelli (Siena, 25 aprile 1496 – Roma, 10 agosto 1557) è stato un cardinale e vescovo cattolico italiano.

## Biografia
Nacque a Siena il 25 aprile 1496 da Pietro Paolo Mignanelli e Onorata Saraceni.
Papa Giulio III lo elevò al rango di cardinale nel concistoro del 20 novembre 1551.
Partecipò al conclave dell'aprile 1555 che elesse Marcello II e a quello tenutosi un mese dopo che elesse Paolo IV.
Morì il 10 agosto 1557 all'età di 61 anni.